# Лейонхувуд, Сигрид
Сигрид Амалия Лейонхувуд (швед. Sigrid Amalia Leijonhufvud; 5 июля 1862, Стокгольм — 14 ноября 1937, там же) — шведская писательница, автор биографий, участница движения за права женщин.

## Биография и творчество
Сигрид Лейонхувуд родилась в 1862 году в Стокгольме. Её родителями были граф Аксель Яльмар Лейонхувуд и его жена Эбба Ульрика Спарре. Известная журналистка и феминистка Софи Адлерспарре приходилась ей тётей и оказала на неё большое влияние. Окончив лицей для девочек, Сигрид поступила в Высшую школу в Стокгольме, а затем в Уппсальский университет, где изучала языки, литературу и историю искусства. Окончив университет в 1888 году, она отправилась в путешествие по Европе (Германия, Италия, Франция). В 1892 году Сигрид Лейонхувуд начала преподавать языки в школе Карин Олин. С 1901 года она также работала библиотекарем в Шведской королевской академии словесности.
Первой литературной работой Сигрид Лейонхувуд стало завершение биографии Фредрики Бремер, написанной Софи Адлерспарре. Позднее, в 1923 году, она опубликует собственную книгу о Фредрике Бремер. В 1910 году она также опубликовала переписку Софи Адлеспарре с Викторией Бенедиктссон. Биографический жанр стал для неё основным: она писала о выдающихся личностях XVII—XVIII веков, в том числе связанных с историей её собственной семьи. В этом её поддерживали дедушка по материнской линии, историк-медиевист, и её хорошая знакомая, писательница Эллен Фрис. Первой её самостоятельной публикацией стала изданная в 1902 году книга «Ur svenska herrgårdsarkiv», о так называемой «эпохе Карлов» (Karolinska tiden) и Эре свободы. Она также опубликовала несколько книг о Карле Густаве Тессине, основанных на письмах, дневниках и архивных материалах.
На протяжении многих лет Сигрид Лейонхувуд была членом Союза Фредрики Бремер и много писала для журнала Dagny, печатного органа организации. Кроме того, она входила в женское общество Nya Idun, а с 1918 года — в Общество девяти (Samfundet De Nio). В 1922 году ей была присуждена Медаль Литературы и искусств. Незадолго до своей смерти писательница была избрана почётным доктором Лундского университета.
Сигрид Лейонхувуд умерла в 1937 году в Стокгольме.